# Papiliovenator
Papiliovenator („lovec motýlů“) byl rod menšího (teropodního dinosaura) z čeledi Troodontidae, který žil v období pozdní křídy (věk kampán, asi před 75 miliony let) na území dnešního Vnitřního Mongolska (autonomní oblast Číny).

## Historie objevu
Fosilie tohoto dinosaura byly objeveny v usazeninách souvrství Bajan Mandahu. Typový druh P. neimengguensis byl formálně popsán v roce 2021. Holotyp nese označení BNMNH-PV030 a jedná se o téměř kompletní lebku a částečně artikulovanou postkraniální kostru. Typový exemplář byl subadultním, dosud nedospělým jedincem. Jedná se o troodontida s relativně krátkým rostrem, zastupujícím bázi vývojové linie, zahrnující všechny ostatní známé asijské troodontidy s výjimkou rodu Almas.